# Universidad de Colorado en Denver
La Universidad de Colorado en Denver, en idioma inglés University of Colorado Denver (abreviado UCD o UC Denver), se creó en el año 1912 en Denver, capital del estado de Colorado, en Estados Unidos. La universidad consta de las siguientes escuelas y facultades:
- College of Architecture and Planning
- College of Arts & Media
- Business School
- School of Education
- College of Engineering and Applied Science
- College of Liberal Arts and Sciences
- Graduate School of Public Affairs

La Universidad de Colorado en Denver en el ranking de Forbes, se sitúa en el puesto n.º 466 (Top Colleges 2019).
El Health Sciences Center era antes el cuarto campus de la universidad.